# Nyashinge
Nyashinge är ett vattendrag i Burundi.   Det ligger i provinsen Makamba, i den södra delen av landet, 110 km söder om huvudstaden Bujumbura.
Omgivningarna runt Nyashinge är en mosaik av jordbruksmark och naturlig växtlighet. Runt Nyashinge är det ganska tätbefolkat, med 214 invånare per kvadratkilometer.